# Instrumentalização do antissemitismo
A exploração de acusações de antissemitismo, especialmente para combater o antissionismo e as críticas a Israel, é por vezes chamada de "instrumentalização do antissemitismo" (termo em inglês:  weaponization of antisemitism). Alegações de "instrumentalização" do antissemitismo surgiram em vários contextos, incluindo o conflito árabe-israelense e debates sobre o conceito de novo antissemitismo e a definição de antissemitismo da IHRA.
Acusações de antissemitismo feitas de má-fé foram descritas como uma tática difamatória e comparadas a "jogar a carta racial" e, quando usadas contra judeus, assumem a forma de rotulá-los como "judeus que odeiam a si mesmos".

## História
Em 1943, o futuro primeiro-ministro israelense David Ben-Gurion chamou um tribunal britânico de antissemita após este "ter implicado líderes sionistas no tráfico de armas". Christopher Sykes disse que o incidente deu início a "uma nova fase na propaganda sionista" na qual "ser antissionista era ser antissemita". O teórico da propaganda Noam Chomsky escreveu que, embora Sykes tenha rastreado as origens do antissemitismo como arma até este episódio, foi somente "no período pós-1967 [após a Guerra Árabe-Israelense de 1967] que a tática foi aprimorada até se tornar uma arte elevada, cada vez mais, à medida que as políticas defendidas se tornavam cada vez menos defensáveis". Em 1973, após a Guerra do Yom Kippur, o ministro das Relações Exteriores israelense, Abba Eban, escreveu: "Uma das principais tarefas de qualquer diálogo com o mundo gentio é provar que a distinção entre antissemitismo e antissionismo não é uma distinção. O antissionismo é apenas o novo antissemitismo." Sobre a declaração de Eban, Chomsky disse: "Essa é uma posição conveniente. Ela elimina apenas 100% dos comentários críticos!"
No início da década de 1950, a jornalista norte-americana Dorothy Thompson, ex-defensora do sionismo, foi chamada de antissemita após começar a criticá-lo e, como resultado dessas acusações, "ela perdeu amigos, trabalho e influência política". A transição de Thompson para o antissionismo e a defesa dos refugiados palestinos começaram após uma viagem à Palestina em 1945. A professora Lyndsey Stonebridge escreveu: "hoje, muitos veem o silenciamento de uma ousada defensora humanitária em sua história, e não é difícil entender porquê", mas também que "não pode haver dúvida de que o antissemitismo foi um tema nos escritos posteriores de Thompson".
Em suas memórias de 1956, o oficial militar britânico John Bagot Glubb negou as acusações de antissemitismo por suas críticas a Israel, escrevendo: "Não me parece justo nem conveniente que críticas semelhantes dirigidas ao governo israelense marquem o orador com o estigma moral geralmente associado ao antissemitismo." O historiador israelense Benny Morris afirmou que isso se devia a uma "tendência entre israelenses e judeus no exterior de identificar críticas severas a Israel como equivalentes a, ou pelo menos derivadas de, antissemitismo", embora Morris também tenha afirmado que o antissionismo de Glubb era "tingido por um grau de antissemitismo".
De acordo com Cheryl Rubenberg, na década de 1980, os jornalistas Anthony Lewis, Nicholas von Hoffman, Joseph C. Harsch, Richard Cohen e Alfred Friendly; os autores Gore Vidal, Joseph Sobran e John le Carré; e os políticos americanos Charles Mathias e Pete McCloskey estavam entre aqueles a quem grupos pró-Israel chamavam de antissemitas. Em 1989, Rubenberg escreveu sobre Mathias e McCloskey: "A rotulação de indivíduos que discordam das posições do lobby como 'antissemitas' é uma prática comum entre os defensores de Israel."
Em seu livro de 1992, The Passionate Attachment: America's involvement with Israel , o diplomata emérito norte-americano George Ball escreveu que o AIPAC e outros grupos pró-Israel "empregam a acusação de 'antissemitismo' de forma tão descuidada a ponto de banalizá-la", sugerindo que isso se devia à falta de qualquer "argumento racional" para defender as ações estatais.
Críticos como o pesquisador israelense-palestino Suraya Dadoo, o jornalista Ben White e o acadêmico britânico Matthew Abraham sugeriram que grupos internacionais de defesa israelense acusaram indivíduos proeminentes que expressam sentimentos pró-palestinos, como Jimmy Carter e Desmond Tutu, de antissemitismo. Abraham diz que esta é uma forma de "correção política" que prejudica "uma maior compreensão sobre as condições que produzem o conflito no conflito Israel-Palestina".
Chomsky e outros acadêmicos, como John Mearsheimer, Stephen Walt e Norman Finkelstein, afirmaram que as acusações de antissemitismo aumentam após Israel agir agressivamente, por exemplo, após a Guerra dos Seis Dias, a Guerra do Líbano de 1982, a Primeira e a Segunda Intifadas e os bombardeios de Gaza.
Mearsheimer e Walt, coautores de The Israel Lobby e U.S. Foreign Policy, escreveram em 2008 que a acusação de antissemitismo pode desencorajar outros de defender em público aqueles contra quem a acusação foi feita. Eles disseram que as acusações retóricas de antissemitismo colocam um ônus da prova sobre a pessoa acusada, colocando-a na posição "difícil" de ter que provar uma negativa. Além disso, expressaram que "todos nós deveríamos ficar perturbados com a presença de antissemitismo genuíno", mas sugeriram que "jogar a carta do antissemitismo sufoca a discussão" e "permite que os mitos sobre Israel sobrevivam sem contestação". Em 2010, Kenneth L. Marcus escreveu que, embora Mearsheimer e Walt tenham chamado tais acusações de "o Grande Silenciador", eles próprios não foram silenciados, tendo recebido um amplo público por seu livro e aparições. Marcus também escreveu que muitos comentaristas pró-Israel também se esforçaram para afirmar que nem todas as críticas a Israel são antissemitas.
Abraham escreveu: "a resposta tradicional [aos judeus antisionistas que se opõem à noção de que o antisionismo é antissemita] tem sido rotular os judeus antisionistas como 'judeus que odeiam a si mesmos', o que requer a suspensão da racionalidade e do bom senso". Chomsky escreveu: "agora é necessário identificar as críticas às políticas israelenses como antissemitismo — ou, no caso dos judeus, como 'ódio a si mesmos', para que todos os casos possíveis sejam abrangidos".

## Nota
- Este artigo foi inicialmente traduzido, total ou parcialmente, do artigo da Wikipédia em inglês cujo título é «Weaponization of antisemitism».